# أنطونيو سانت إيليا

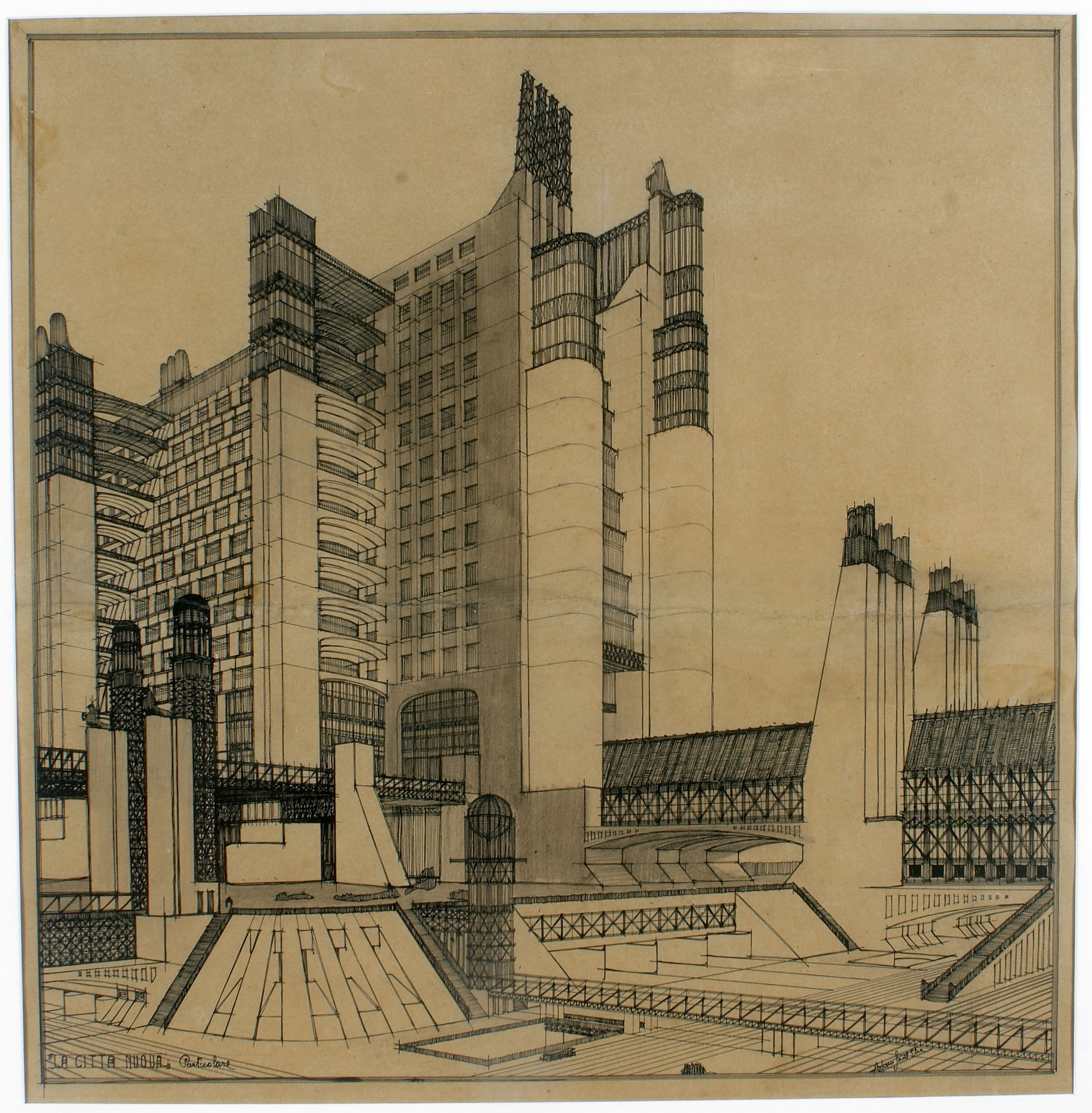

أنطونيو سانت إيليا (كومو، 30 أبريل 1888 - مونفالكوني، 10 أكتوبر 1916) مهندس إيطالي، ينتمي إلى المستقبلية. تخرج في كومو في 1906 من مدرسة "G. Castellini" للفنون والحرف بمعدل 160/200، ثم انتقل إلى مدرسة "Belle Arti di Brera" في ميلانو حتى 1909 وحصل على درجات جيدة. توظف كضابط وفي العام التالي حصل على وظيفة في قسم الهندسة في بلدية ميلانو.
في عام 1913 درس رسم معماري في بولونيا، في نفس الوقت فتح في ميلانو مكتب للهندسة المعمارية.
تقرب إلى الحركة المستقبلية وانضم اليها في 1914. بين 1912 و 1914، تأثر بالمدن الصناعية في الولايات المتحدة وبمهندسين فيينا مثل اوتو فاغنر (Otto Wagner) وجوزيف ماريا اولبريخ (Josef Maria Olbrich). بدأ سلسلة من رسومات للمدينة الجديدة التي لم تكن سوى رؤية مستقبلية لميلانو.
كثير من هذه الرسوم تم عرضها في المعرض الأول والوحيد للاتجاهات الجديدة للحركة، الذي كان فيها عضوا في أيار / مايو / يونيو 1914 في معرض «الفن أسرة». اليوم العديد من هذه التصاميم موجودة في معرض دائم في فيلا اولمو (Villa Olmo)، بالقرب من كومو.
أيضا من 1914 هو بيان للالمستقبلي، اعاد بالكامل صياغة بيان العمارة المستقبلية، والنص ما يلي:
«القيمة الزينية للعمارة المستقبلية تعتمد فقط الاستخدام والترتيب الأصلي للمواد الخامة أو المكشوفة أو الملونة بعنف.»
وكما ورد في هذا البيان، رسومة تعرض مجموعات مبالغ بها وترتياب على نطاق واسع بسطوح وكتل تخلق الأجواءالتعبيرية الصناعية والبطولية. رؤيته كانت عبارة عن مدينة للمستقبل على درجة عالية من التصنيع والميكانيكية، الذي لا يعتبرها كتلة من البنيات المتفرقة بل كمبنى ضخم، متعدد المستويات مترابطة ومتكاملة مصممة حول الحياة اليومية.تصميماتة مؤثرة للغاية بناطحات السحاب الضخمة المتجانسة مع مدرجات، جسور، ممرات جوية التي تجسد مجرد الاثارة للعمارة الحديثة والتكنولوجيا.

## معرض صور

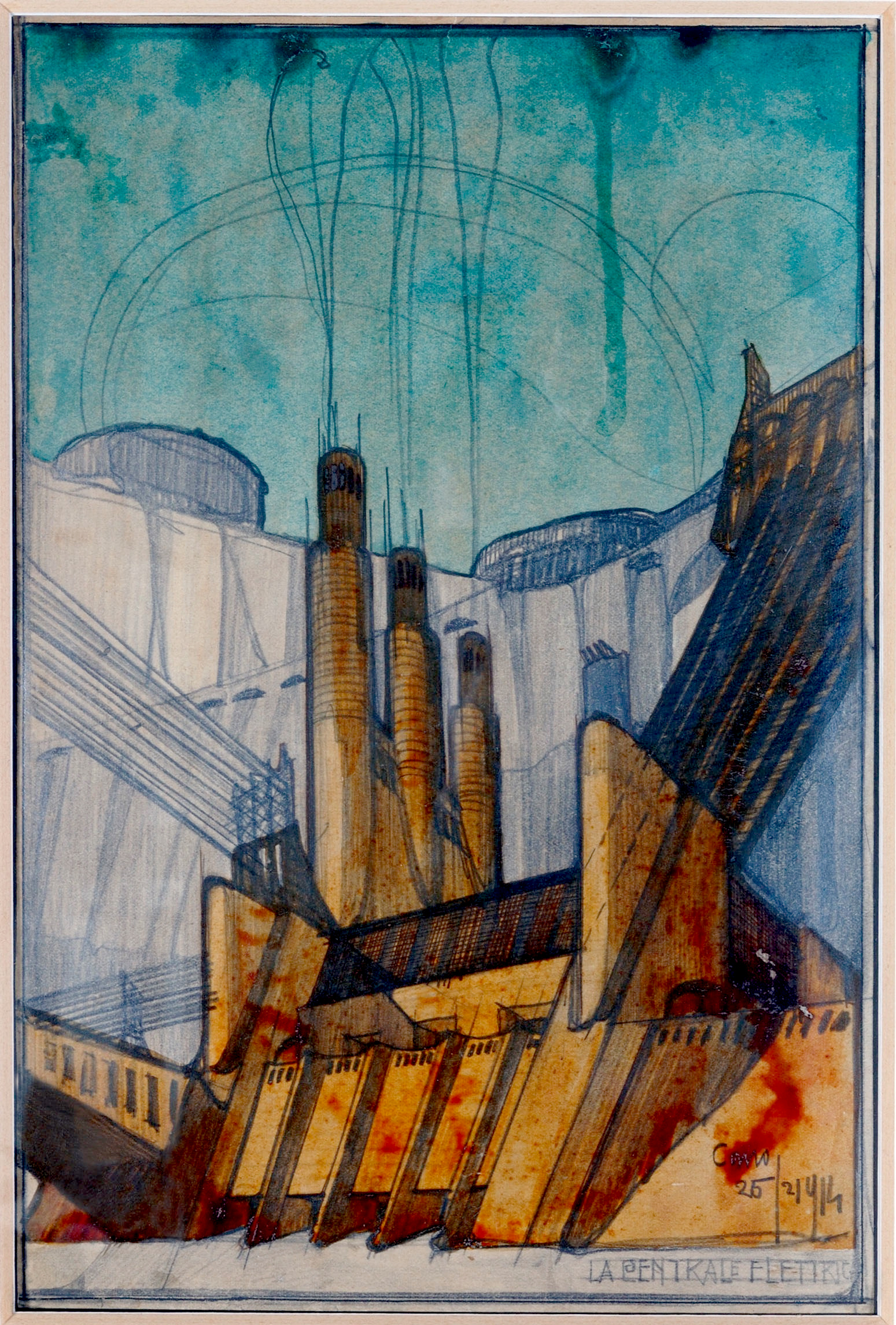
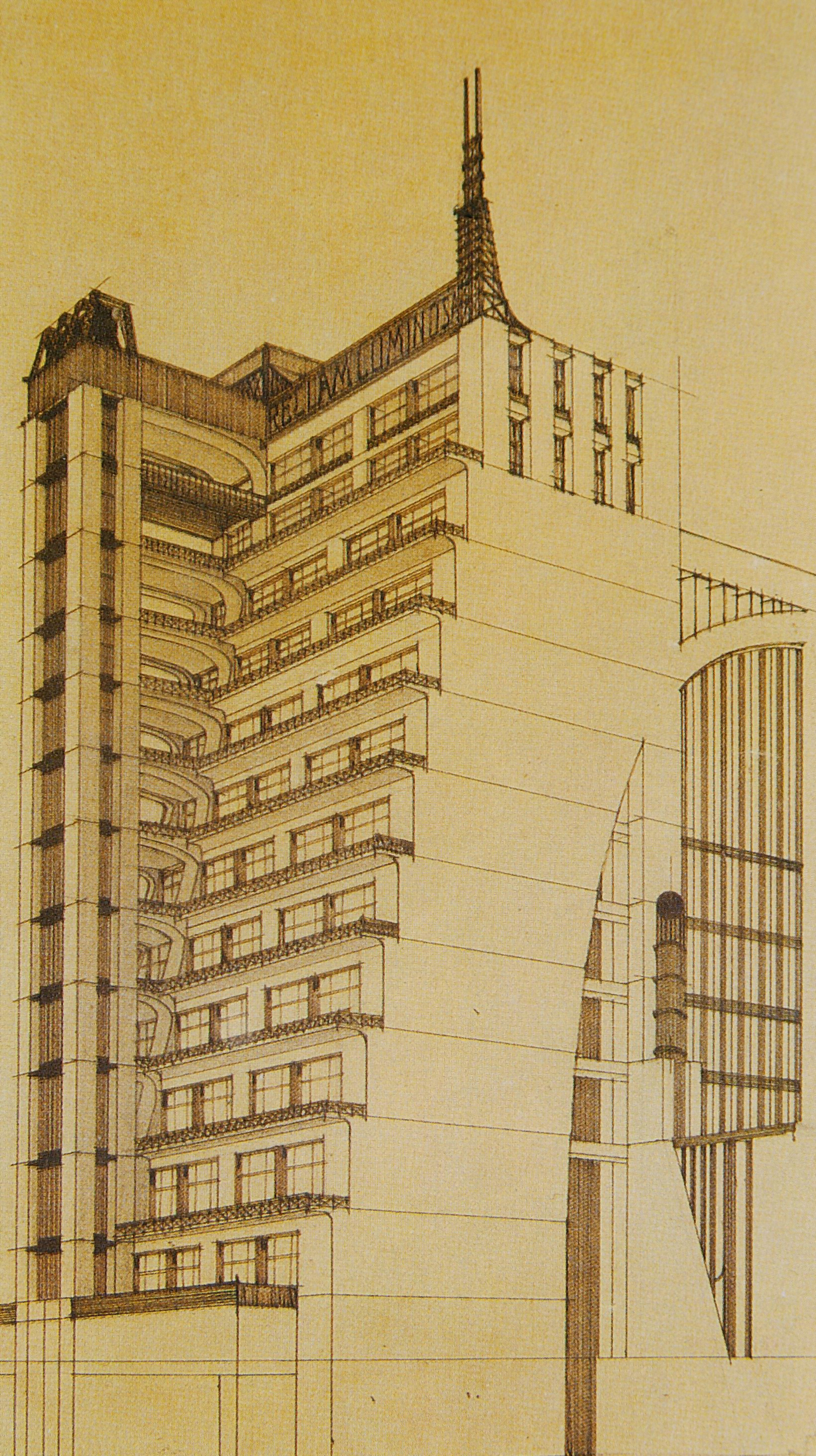
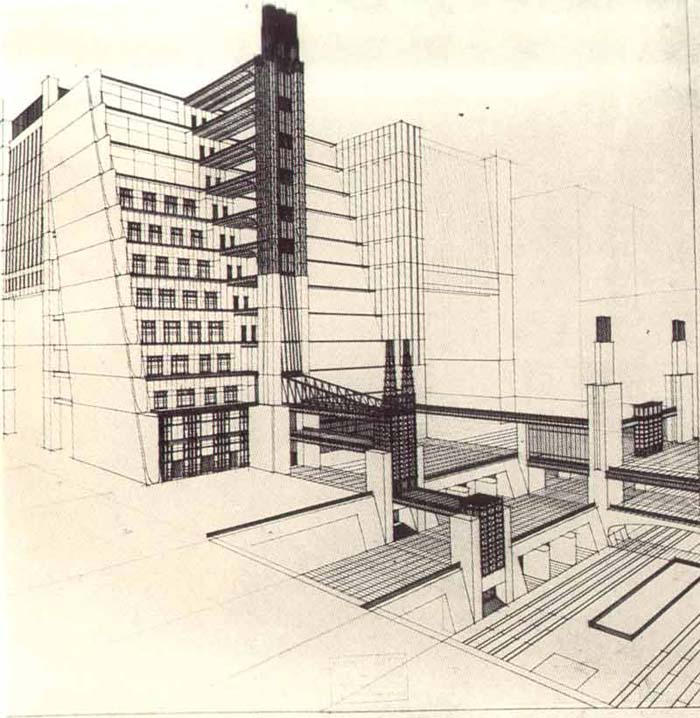
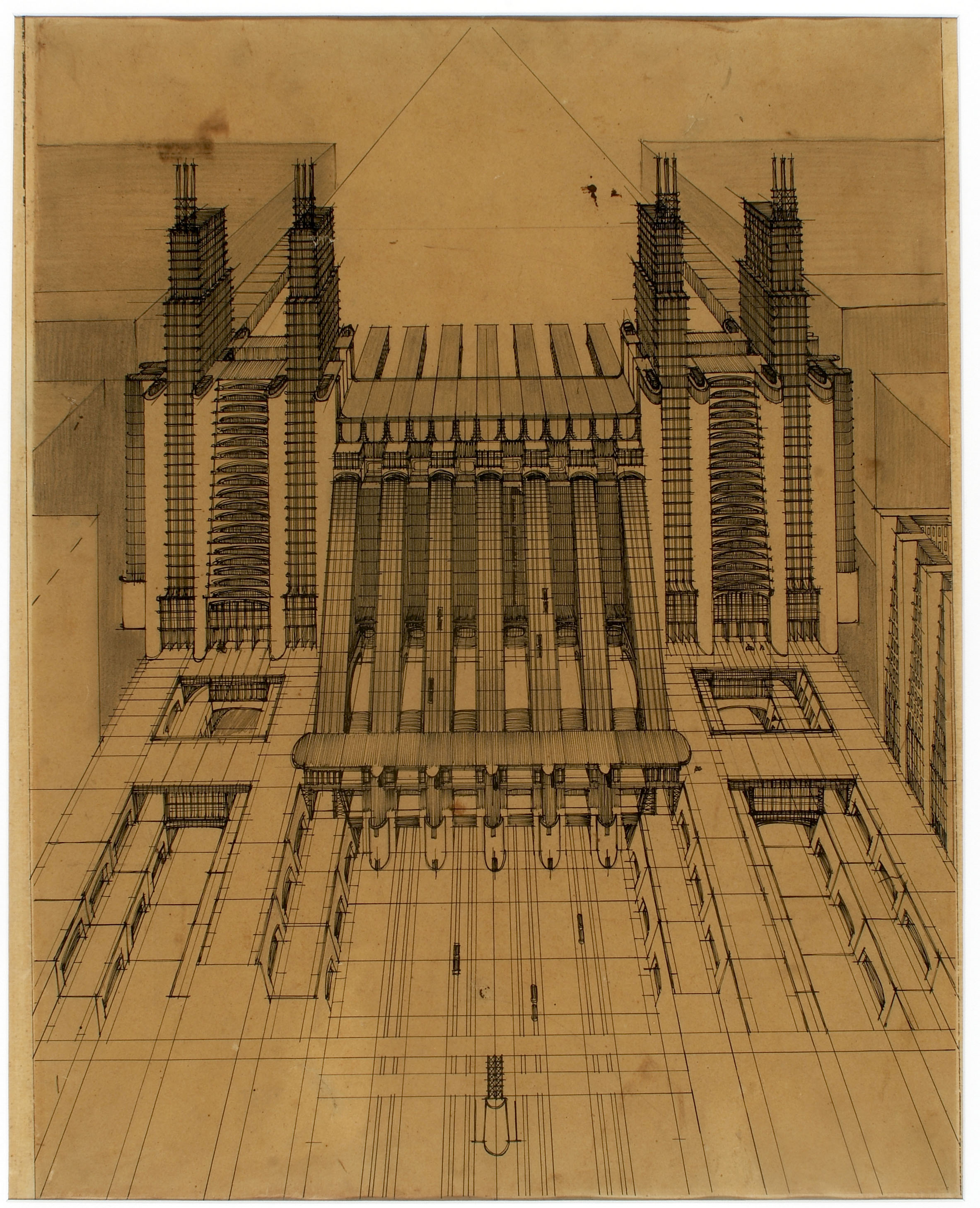

## روابط خارجية
- أنطونيو سانت إيليا على موقع الموسوعة البريطانية (الإنجليزية)